# Шано-Шатне
Шано́-Шатне́ (фр. Chanoz-Châtenay) — коммуна во Франции, находится в регионе Рона — Альпы. Департамент — Эн. Входит в состав кантона Шатийон-сюр-Шаларон. Округ коммуны — Бурк-ан-Брес.
Код INSEE коммуны — 01084.

## География
Коммуна расположена приблизительно в 360 км к юго-востоку от Парижа, в 50 км севернее Лиона, в 16 км к западу от Бурк-ан-Бреса.

## Климат
Климат полуконтинентальный с холодной зимой и тёплым летом. Дожди бывают нечасто, в основном летом.

## Население
Население коммуны на 2010 год составляло 706 человек.
| 1962 | 1968 | 1975 | 1982 | 1990 | 1999 | 2010 |
| ---- | ---- | ---- | ---- | ---- | ---- | ---- |
| 511  | 475  | 451  | 453  | 476  | 492  | 706  |

## Администрация
| Период | Период | Фамилия        | Партия | Примечания |
| ------ | ------ | -------------- | ------ | ---------- |
| 1995   | 2001   | Бернар Боде    |        |            |
| 2001   | 2008   | Люсьен Шарве   |        |            |
| 2008   | 2014   | Морис Петижан  |        |            |
| 2014   | 2020   | Оливье Моранда |        |            |

## Экономика
В 2010 году среди 437 человек трудоспособного возраста (15—64 лет) 362 были экономически активными, 75 — неактивными (показатель активности — 82,8 %, в 1999 году было 71,6 %). Из 362 активных жителей работали 335 человек (178 мужчин и 157 женщин), безработных было 27 (16 мужчин и 11 женщин). Среди 75 неактивных 21 человек были учениками или студентами, 31 — пенсионерами, 23 были неактивными по другим причинам.

## Достопримечательности
- Замок Шатне[фр.] (XV век). Исторический памятник с 1987 года.[4]

## Фотогалерея

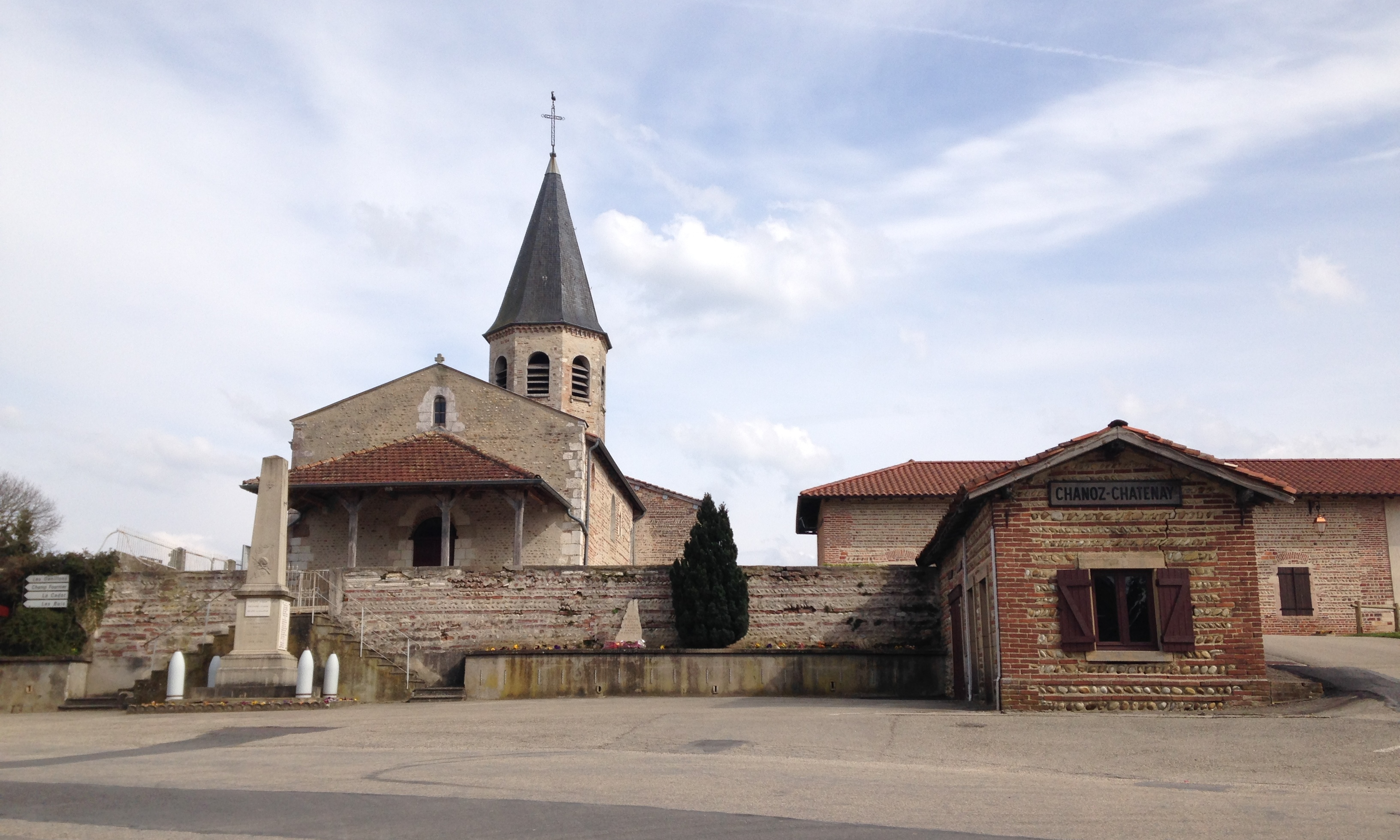
Церковь и военный мемориал
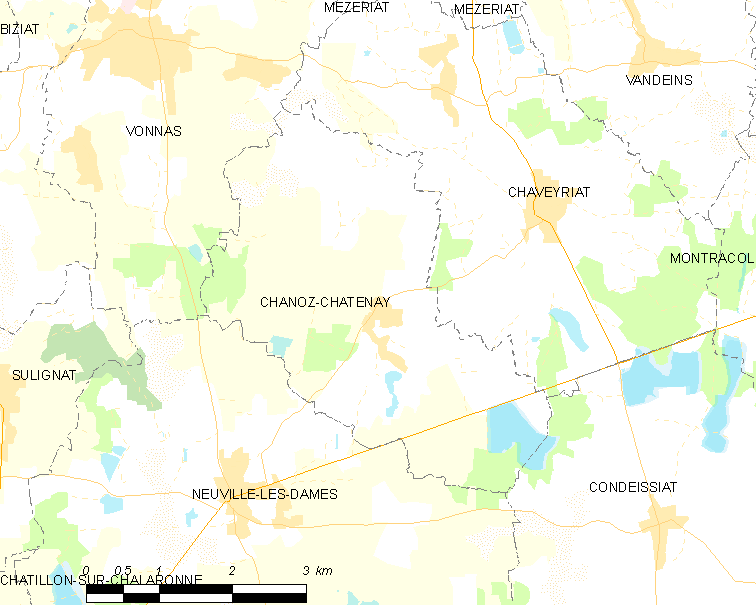
Карта коммуны